# ایملدا استنتون
ایملدا استنتون (انگلیسی: Imelda Mary Philomena Bernadette Staunton؛ زاده ۹ ژانویهٔ ۱۹۵۶) هنرپیشه اهل بریتانیا است. وی از سال ۱۹۷۶ میلادی تاکنون مشغول فعالیت بوده‌است.
او در سال ۲۰۰۴ موفق شد برای بازی در فیلم ورا دریک برندهٔ جایزه بفتای بهترین بازیگر نقش اول زن شود.

## فیلم‌شناسی
- هری پاتر و محفل ققنوس
- هری پاتر و یادگاران مرگ - قسمت اول
- شکسپیر عاشق
- دوستان پیتر
- سقوط
- عقل و احساس
- دزدان دریایی! گروهی از ناجورها
- ورا دریک
- ننی مک‌فی
- آزادی نویسندگان
- انگشتر
- به دست آوردن وودستاک
- قلب‌های تقصیرکار
- توپ سیاه
- چیزهای روشن جوان